# Lijst van heren en drossaards van Valkenburg
Na de eerste vermelding van Valkenburg ("Falchenberch") in een schenkingsakte van keizer Hendrik III in 1041 werd het Land van Valkenburg enkele eeuwen lang bestuurd door de heren van Valkenburg, vanaf 1365 door de drossaards van Valkenburg. De eerste heren zetelden mogelijk in Genhoes in Oud Valkenburg; pas later zou de hoogteburcht Valkenburg de hoofdzetel zijn geworden.

## Eerste heren van Valkenburg
Over de eerste heren (en vrouwen) van Valkenburg bestaat veel onzekerheid. Onderstaande lijst moet daarom met de nodige voorzichtigheid worden benaderd.
- 1041: Ermgard van Verdun, of Irmgard van Suchtelen (ook: van Aspel), nicht van Hendrik III, vrouwe van Herve, Vaals, Epen en Valkenburg (onzeker)[noot 3]
- 1041?-1083/93?: Irmintrud van Zutphen, kleindochter(?) van Ermgard, vrouwe van Herve, Vaals, Epen en Valkenburg
- 1083/93?-1118: Guda van Valkenburg, dochter van Irmentrud van Zutphen; regeerde deels samen met:
- 1083/93?-1087: Siegfried II van Walbeck, 1e echtgenoot van Guda; en:
- 1087-1106: Thibald van Voeren, 2e echtgenoot van Guda; opgevolgd door:

## Huis Valkenburg-Heinsberg
- 1106/18-1128: Gosewijn I, eerste heer van Valkenburg uit het geslacht Heinsberg; echtgenoot van Oda van Walbeck (?-1107/52) die een verwante en erfgename van Guda van Valkenburg was[4]
- 1130-1168: Gosewijn II, zoon van Gosewijn I
- 1170-1188: Gosewijn III, zoon van Gosewijn II
- 1188-1212?: Gosewijn IV, zoon van Gosewijn III

## Huis Valkenburg-Heinsberg- Kleefse zijtak
- 1212?-1228: Dirk I, zoon van Aleidis van Heinsberg en (achter)neef van Gosewijn IV; zijn oudste zoon Engelbert II van Valkenburg was aartsbisschop van Keulen
- 1228-1268: Dirk II, zoon van Dirk I; zijn dochter Beatrix van Valkenburg was gehuwd met rooms-koning Richard van Cornwall
- 1268-1302: Walram de Rosse, zoon van Dirk II
- 1302-1305: Dirk III, zoon van Walram
- 1305-1333: Reinoud, broer van Dirk III
- 1334-1346: Dirk IV, zoon van Reinoud
- 1346-1352: Jan van Valkenburg, zoon van Reinoud

## Laatste heren van Valkenburg
Dezen kwamen aan de macht door aanstelling en aankoop van Valkenburg.
- 1354-1356: Reinoud I van Schoonvorst
- 1356-1381: Willem II van Gulik, eerste graaf van Valkenburg (1357)
- 1381: Wenceslaus, hertog van Brabant. De hertogen van Brabant konden zich voortaan ook graven van Valkenburg noemen.

## Drossaards van Valkenburg
Het Land van Valkenburg werd namens de Brabantse hertogen bestuurd door drossaards (baljuws), bijgestaan door de Staten van Valkenburg (vertegenwoordigers van de ridderschap, de geestelijkheid en de hoofdbanken Meerssen, Beek, Klimmen en Heerlen). Aanvankelijk was het baljuwschap min of meer erfelijk; vanaf 1543 vond benoeming plaats door de Habsburgse vorsten (in hun rol als hertogen van Brabant), vanaf 1632 door de Staten-Generaal van de Nederlanden.
- 1365-ca. 1389: Reinoud (Reinard) Thoreel van Bernau, tevens Brabants hoogschout en schepen van Maastricht[8]
- ca. 1389-1395: Hendrik (II?) van Gronsveld
- 1395-1406: Arnold van Crayenhem, heer van Grobbendonk, stichter Onze-Lieve-Vrouw Ten Troonpriorij[9]
- 1406-1443: Johan III van Wittem, heer van Wittem
- 1453-1467: Frederik van Wittem, heer van Wittem
- 1467-1481: Dirk van Pallandt, schoonbroer van Johan III, heer van Wittem[noot 4]
- 1494-1514: Jan van Pallandt, zoon van Dirk, heer van Wittem
- 1515-1524: Anna van Culemborg, echtgenote van Jan van Pallandt
- 1515-1540: Everard van Pallandt (ook Gerard genoemd), zoon van Jan van Pallandt en Anna van Culemborg; tevens heer van Wittem
- 1543-1572: Johan I van Oost-Friesland, benoemd door keizer Karel V, tevens stadhouder van het hertogdom Limburg en de Landen van Overmaas
- 1574-1579: Arnold II Huyn van Geleen, tevens heer van Geleen, gouverneur van Maastricht en stadhouder van Limburg en de Landen van Overmaas
- 1580-1597: Claude van Wittem van Beersel, stadhouder van Limburg en de Landen van Overmaas
- 1597-1610: Gaston Spinola, stadhouder van Limburg en de Landen van Overmaas
- 1612-1620: Maximiliaan van Sint-Aldegonde, stadhouder van Limburg en de Landen van Overmaas
- 1620-1625: Karel Emanuel van Gorrevod, stadhouder van Limburg en de Landen van Overmaas
- 1625-1626: Herman van Bourgondië, stadhouder van Limburg en de Landen van Overmaas
- 1626-1632: Hugo van Noyelles, stadhouder van Limburg en de Landen van Overmaas
- 1632-1651: Willem van Till, eerste Staatse drossaard
- 1651-1667: Hans Willem van Till, Staats drossaard
- 1661: Partagetraktaat: het Land van Valkenburg verdeeld in een Staatse en Spaanse (vanaf 1715 Oostenrijkse) partage
- 1667-1672: Lucas Willem van Ysselmuiden, laatste Staatse drossaard van Valkenburg

## Luitenant-drossaards van Valkenburg
Na de verwoesting van het kasteel en de vesting in 1672 werd geen nieuwe drossaard aangesteld. Het hoogste ambt in het Land van Valkenburg was vanaf 1672 dat van luitenant-stadhouder of luitenant-drossaard, een ambt dat vaak gecombineerd werd met andere bestuursfuncties. Luitenant-drossaards van Staats-Valkenburg waren onder anderen mr. Hendrik Æmilius van Panhuys en mr. Adriaan Louis Pelerin (tot 1795?). Luitenant-drossaard van Oostenrijks-Valkenburg was onder andere Carel van Brienen (genoemd in 1749). In 1795 werd het Land van Valkenburg, samen met de rest van de Zuidelijke Nederlanden, geannexeerd door Frankrijk en hield daarmee op te bestaan.